# 皇宫酒店 (阿讷西)
皇宫酒店（法語：Impérial Palace）是法国一家四星级酒店 ，位于阿讷西湖岸边。

## 历史
皇宫酒店于1913年7月14日开业，其设计体现了美好年代的精神。
在20世纪50年代，出现了衰退的迹象。1965年9月8日关闭，市政当局收购。1975年1月20日，公园正式向公众开放。1981年10月25日至26日，一场大火将其部分烧毁。1988年6月17日开始修复。一家德国集团运营至2013年夏季，自 2013年8月1日起，属于拉克吕萨的PVG酒店集团。     

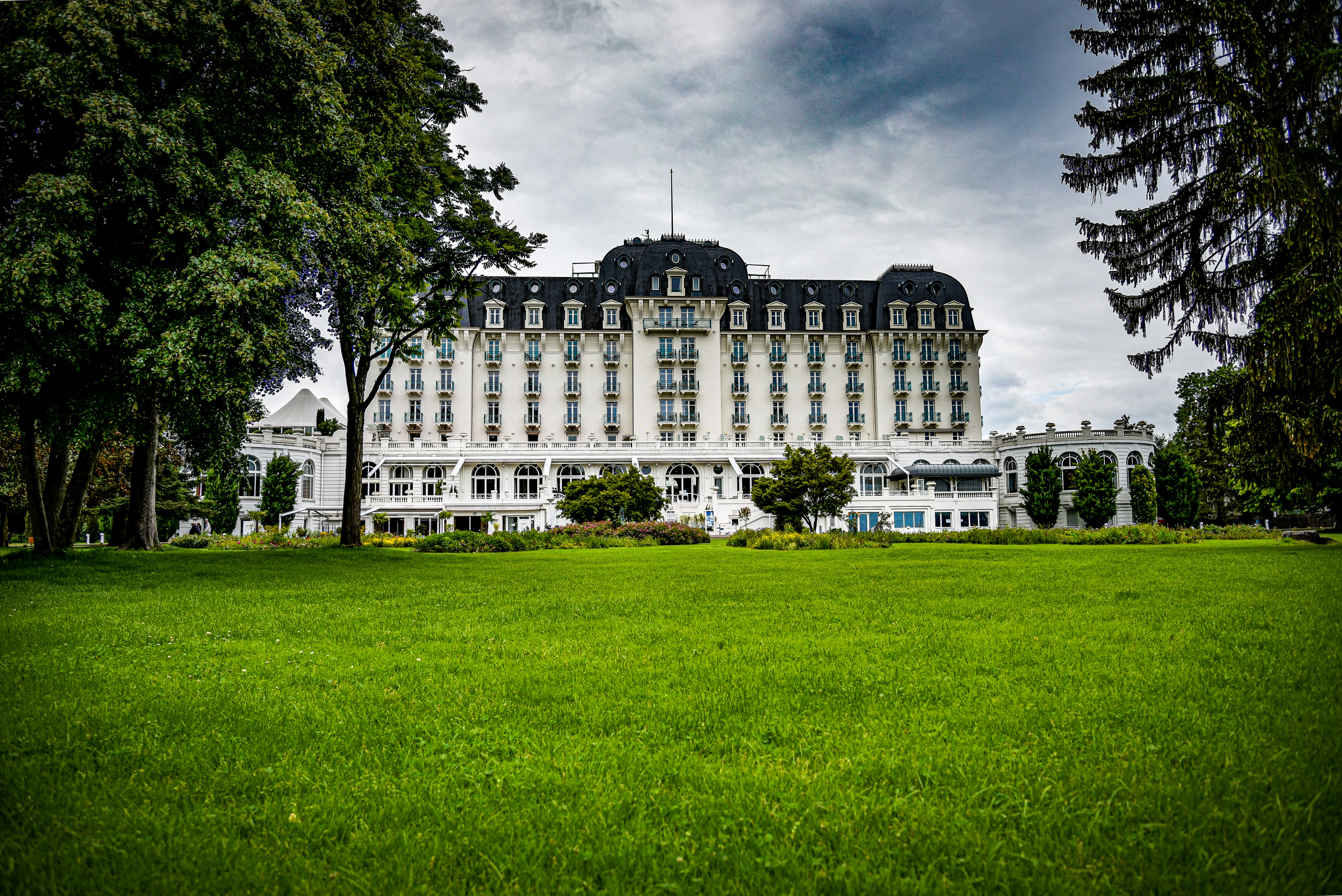
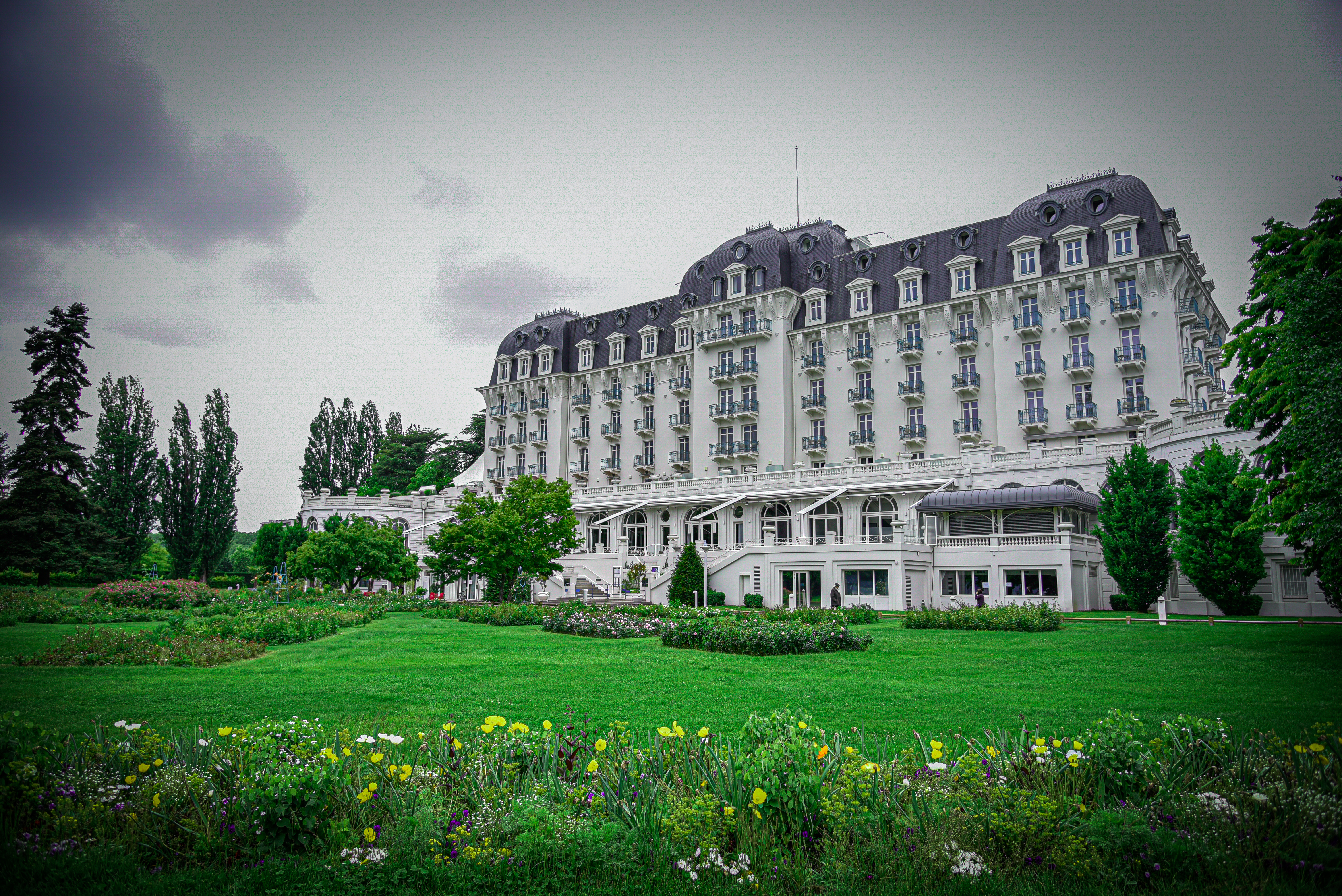
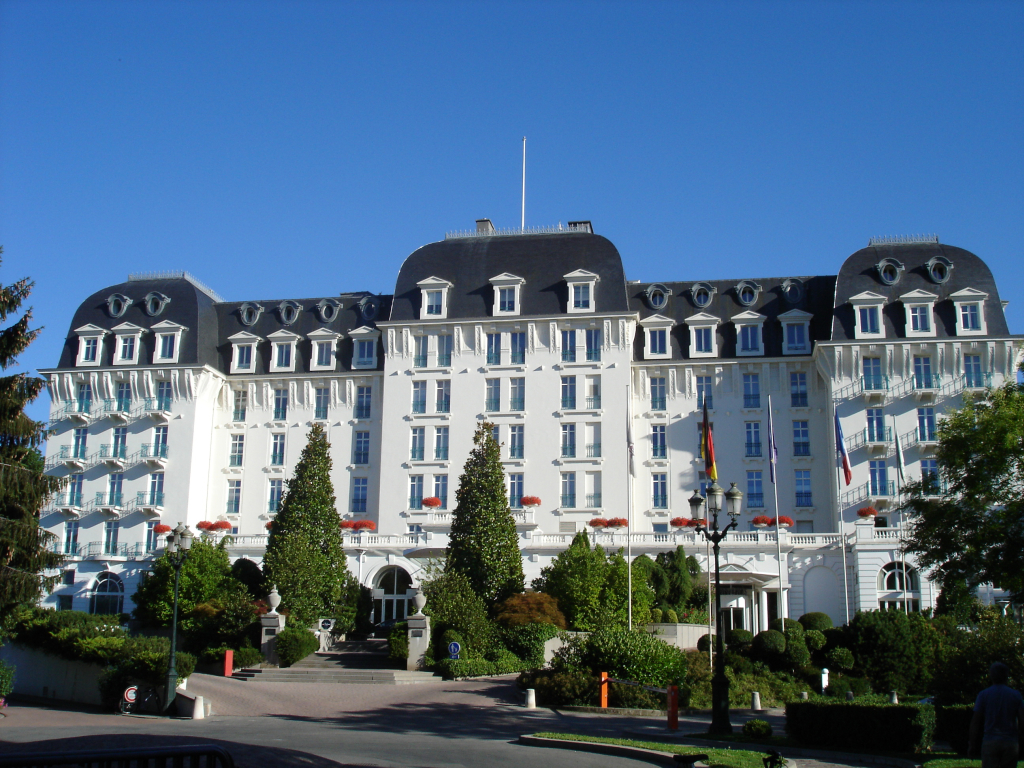
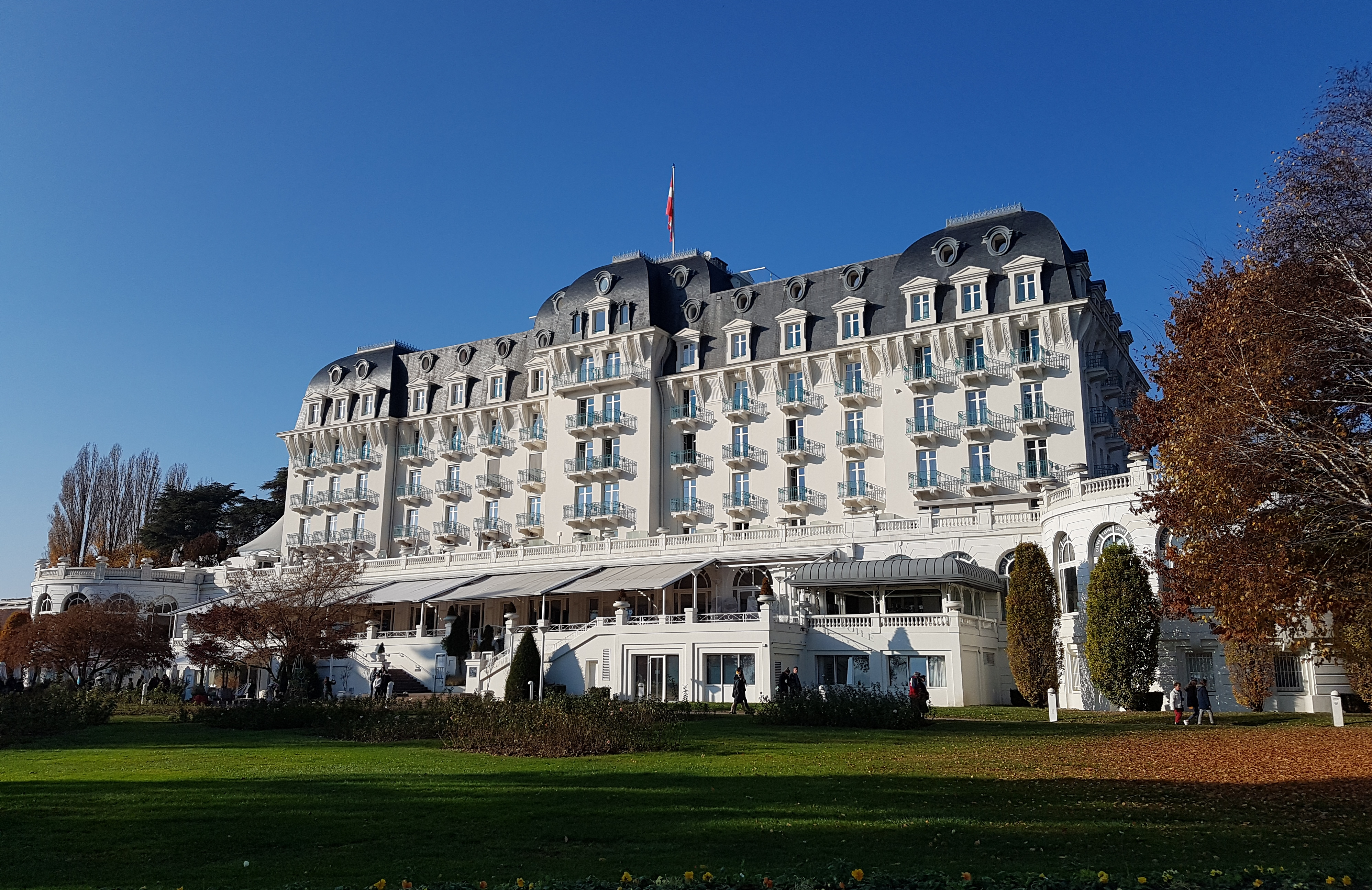